# 11 Cygni
11 Cygni (11 Cyg / HD 185037 / HR 7457) es una estrella de la constelación del Cisne de magnitud aparente +6,03. 
Se encuentra a una distancia aproximada de 740 años luz del sistema solar.
11 Cygni es una estrella blanco-azulada de la secuencia principal de tipo espectral B8Vne. Tiene una temperatura efectiva de 13.000 ± 500 K y brilla con una luminosidad 355 veces superior a la luminosidad solar.
Su diámetro es 2,7 veces más grande que el del Sol y, al igual que otras estrellas de sus características, gira sobre sí misma muy deprisa, alcanzando su velocidad de rotación proyectada los 287 km/s —140 veces más rápida que el Sol—.
Ello provoca la formación de un disco circunestelar a su alrededor, consecuencia de la pérdida de masa por la rápida rotación.
Clasificada como estrella Be —γ Cassiopeiae y α Arae son dos ejemplos notables de esta clase de estrellas—, también ha sido catalogada como estrella con envoltura.
La masa de 11 Cygni es 4 veces mayor que la masa solar y las estrellas, cuanto más masivas son, más deprisa evolucionan y más cortas son sus vidas.
Así, aunque la edad aproximada de 11 Cygni es de «solo» 107 millones de años —1/40 de la edad del Sol—, ha consumido más del 40 % de su vida como estrella de la secuencia principal.